# Moll Davis
Moll Davis, död 1708, var en engelsk skådespelare. Hon tillhörde de första kvinnliga skådespelarna i England sedan yrket där hade öppnats för kvinnor år 1660.
Hon var engagerad vid Duke's Company 1663-1668. Hon hade ett uppmärksammat förhållande med kung Karl II mellan 1668 och 1669.